# Planeta de púlsar
Els planetes de púlsars són planetes que es troben orbitant a una estrella de neutrons. El primer d'aquests planetes va ser descobert al voltant d'un púlsar de mil·lisegons i va ser el primer planeta extrasolar de ser confirmat com a descobert.

## Planetes de púlsars
Els planetes de púlsars es descobreixen a través de mesuraments moment de púlsar, per detectar anomalies en el període de pulsació. Qualssevol cos que orbiti el púlsar causaran canvis regulars en la seva pulsació. Normalment els púlsars giren a velocitats gairebé constants, els canvis es poden detectar fàcilment amb l'ajuda de mesuraments de temps precisos. El descobriment de planetes de púlsar va ser inesperat; púlsars o estrelles de neutrons van ser anteriorment supernoves, i es pensava que els possibles planetes que existissin en aquests sistemes s'haurien d'haver destruït en l'explosió o enviats a l'espai per la seva ona expansiva, per la qual cosa la seva existència després de la supernova és un gran descobriment.
El 1991, Andrew G. Lyne va anunciar el primer planeta de púlsar descobert al voltant de PSR 1829-10. No obstant això, es va retractar més tard, just abans que s'anunciessin els primers planetes de púlsar reals.
El 1992, Aleksander Wolszczan i Dale Frail van anunciar el descobriment d'un multisistema planetari al voltant del púlsar de mil·lisegons PSR 1257+12. Aquests van ser els dos primers planetes extrasolars confirmats en ser descoberts i, per tant, el primer sistema planetari extrasolar multiplaneta descobert, i els primers planetes púlsars descoberts. No hi havia dubte sobre la descoberta a causa de la retracció del planeta púlsar anterior, i preguntes sobre com els púlsars podrien tenir planetes. No obstant això, els planetes van resultar ser reals. Posteriorment, dos planetes addicionals de menor massa van ser descoberts per la mateixa tècnica.
El 2000, el púlsar de mil·lisegons PSR B1620-26 es va trobar que tenia un planeta circumbinari (PSR B1620-26 b) que orbita tant aquest com la seva companya nana blanca, WD B1620-26. Així va ser anunciat com el planeta més antic mai descobert, a 12,6 mil milions d'anys. Actualment es creu haver estat originalment el planeta WD B1620-26 abans de convertir-se en un planeta circumbinari, i per tant, mentre va ser descobert pel mètode de sincronització púlsar, que no es va formar la forma que els planetes PSR B1257 + 12 es creu que tenen.
El 2006, el magnetar 4U 0142 +61, que es troba a 13.000 anys llum de la Terra, es va descobrir que tenia un disc protoplanetari. El descobriment va ser realitzat per un equip dirigit per Deepto Chakrabarty del MIT amb el Telescopi espacial Spitzer. Es creu que el disc que s'ha format a partir dels residus rics en metalls sobrants de la supernova que va formar el púlsar fa uns 100.000 anys, i és similar als observats al voltant d'estrelles similars al Sol, la qual cosa suggereix que pot ser capaç de formar planetes d'una manera similar. Els planetes de púlsar serien poc probable que acollissin vida tal com la coneixem, ja que els alts nivells de radiació ionitzant emesa pel púlsar i de la corresponent escassetat de llum visible.
El 2011, es va anunciar un planeta que en teoria està al nucli romanent d'una estrella que orbitava un púlsar. Orbita a un púlsar de mil·lisegons PSR J1719-1438, i representa un camí cap a l'estatus planetari per evaporació d'una estrella. El planeta s'estima que té una densitat d'almenys 23 vegades la de l'aigua, un diàmetre de 55.000 km, una massa propera a la de Júpiter i un període orbital de 2h 10min en 600.000 km. Es creu que és el nucli de cristall de diamant que queda de la nana blanca evaporada, amb una xifra estimada de 1031 pes en quirats.
Hi ha tres tipus de planetes púlsars fins ara. Els planetes PSR B1257 +12 es van formar de les restes d'una estrella companya destruïda que utilitza a l'òrbita del púlsar. A PSR J1719-1438, el planeta més probable és el company, o el que queda d'ell després d'haver estat gairebé totalment destrossat, per la irradiació extrema del púlsar proper. PSR B1620-26 b és molt probable que sigui un planeta capturat.

## Llista de planetes de púlsars

### Planetes confirmats
| Púlsar       | Objecte planetari | Massa    | Semieix major(UA) | Període orbital     | Descobriment |
| ------------ | ----------------- | -------- | ----------------- | ------------------- | ------------ |
| PSR B1620-26 | PSR B1620-26 b    | 2,5 MJ   | 23                | 100 anys            | 2003         |
| PSR B1257+12 | PSR B1257+12 A    | 0,020 M⊕ | 0,19              | 25,262±0,003 dies   | 1994         |
| PSR B1257+12 | PSR B1257+12 B    | 4,3 M⊕   | 0,36              | 66,5419±0,0001 dies | 1992         |
| PSR B1257+12 | PSR B1257+12 C    | 3,90 M⊕  | 0,46              | 98,2114±0,0002 dies | 1992         |

### Candidats
| Púlsar         | Objecte planetari | Massa | Semieix major(UA) | Període orbital   | Anunci             |
| -------------- | ----------------- | ----- | ----------------- | ----------------- | ------------------ |
| PSR J1719-1438 | PSR J1719-1438 b  | ~1 MJ | 0,004             | 2,176951032 hores | 25 d'agost de 2011 |

#### Planetes dubtosos
| Púlsar       | Objecte planetari | Massa  | Semieix major(UA) | Període orbital     | Anunci |
| ------------ | ----------------- | ------ | ----------------- | ------------------- | ------ |
| Geminga      | Geminga b         | 1,7 M⊕ | 3,3               | 5,1 anys            | 1997   |
| PSR B0329+54 | PSR B0329+54 A    | 0,3 M⊕ | 2,3               | 1205,358±0,003 dies | 1979   |
| PSR B0329+54 | PSR B0329+54 B    | 2,2 M⊕ | 7,3               | 61728,94±0,003 dies | 1979   |
| PSR B1828-10 | PSR B1828-10 A    | 3 M⊕   | 0,93              | 384,3649 dies       | 1992   |
| PSR B1828-10 | PSR B1828-10 B    | 12 M⊕  | 1,32              | 493,077375 dies     | 1992   |
| PSR B1828-10 | PSR B1828-10 C    | 8 M⊕   | ?                 | ?                   | 1992   |

### Disc protoplanetari
| Púlsar     | Disc protoplanetari | Descobriment |
| ---------- | ------------------- | ------------ |
| 4O 0142+61 | disc de 4O 0142+61  | 2006         |

### Planetes sense refutar
| Púlsar       | Planeta        | Massa     |
| ------------ | -------------- | --------- |
| PSR 1829-10  | PSR 1829-10 A  | 10 EM     |
| PSR B1257+12 | PSR B1257+12 D | 0,0004 M⊕ |